# Conothele spinosa
Espèce
Conothele spinosa est une espèce d'araignées mygalomorphes de la famille des Halonoproctidae.

## Distribution
Cette espèce est endémique de Nouvelle-Guinée occidentale en Indonésie. Elle a été découverte dans le bassin de la Setakwa.

## Publication originale
- Hogg, 1914 : Spiders collected by the Wollaston and British Ornithological Union Expeditions in Dutch New Guinea. Abstracts of the Proceedings of the Zoological Society of London, vol. 137, p. 56-58 (texte intégral).